# Markov (Křišťanov)
Markov je malá vesnice, část obce Křišťanov v okrese Prachatice v Jihočeském kraji. Nachází se asi 2,5 kilometru jihovýchodně od Křišťanova. Je zde evidováno 8 adres. V roce 2011 zde trvale žili čtyři obyvatelé.
Markov leží v katastrálním území Křišťanov o výměře 17,95 km².

## Historie

Markov na národnostní mapě soudního okresu Chvalšiny k roku 1930

První písemná zmínka o vesnici pochází z roku 1400. Před druhou světovou válkou převládalo v obci německé obyvatelstvo, k roku 1930 zde žilo v 15 domech 107 obyvatel, z nichž všichni byli Němci.

## Obyvatelstvo
| Rok            | 1869 | 1880 | 1890 | 1900 | 1910 | 1921 | 1930 | 1950 | 1961 | 1970 | 1980 | 1991 | 2001 | 2011 | 2021 |
| -------------- | ---- | ---- | ---- | ---- | ---- | ---- | ---- | ---- | ---- | ---- | ---- | ---- | ---- | ---- | ---- |
| Počet obyvatel | 96   | 83   | 105  | 110  | 106  | 100  | 107  | 10   | 12   | 9    | 4    | 0    | 3    | 4    | 4    |
| Počet domů     | 15   | 15   | 14   | 15   | 15   | 13   | 15   | 15   | 15   | 2    | 1    | 6    | 6    | 6    | 6    |

## Obecní správa
Při sčítání lidu v letech 1850–1952 Markov byl osadou obce Křížovice v okrese Český Krumlov (v letech 1850–1910 Krumlov). V letech 1953–1959 byl osadou obce Ktiš v okrese Prachatice. V letech 1960–1976 byl častí obce Křišťanov v okrese Prachatice. Od 30. dubna 1976 do 31. prosince 1991 byl částí obce Zbytiny v okrese Prachatice. Od 1. ledna 1992 je opět částí obce Křišťanov v okrese Prachatice.

## Pamětihodnosti
- Přírodní památka Polučí
- V roce 2016 byl obnoven u obce kovaný kříž na původním kamenném podstavci.